# Milltown (Galway)
Milltown (irl. Baile an Mhuilinn) – wieś w hrabstwie Galway w Irlandii.